# Kiziliurt
Kiziliurt (en ruso: Кизилю́рт, en avar: Гъизилюрт, en cumuco: Къызылюрт) es una ciudad de la república de Daguestán, en Rusia, centro administrativo del raión homónimo. Está situada en la orilla derecha del río Sulak, a 64 km al noroeste de Majachkalá, en el extremo nororiental del Cáucaso, al sur de la llanura Terek-Sulak. Su población se elevaba a 34.657 habitantes en 2010.

## Historia

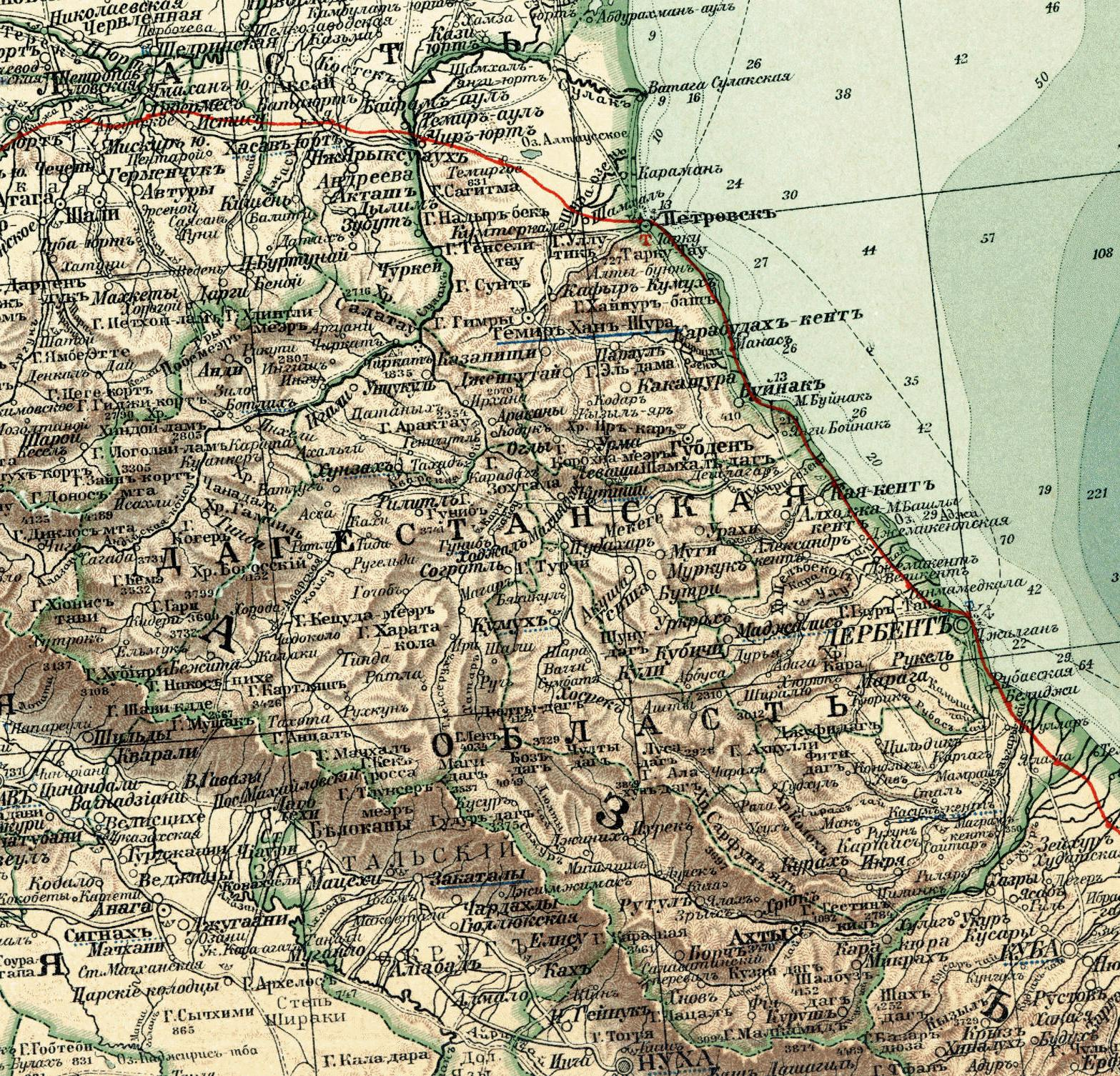
Mapa del óblast de Daguestán en 1903, desde la costa, siguiendo la línea roja, puede verse Chir-yurt (Чир-юрт).

El 19 de octubre de 1831 en el contexto de la Guerra del Cáucaso fue asaltado por las tropas rusas el fuerte de Chir-yurt. En el asalto participó el poeta Aleksandr Polezháyev, que dedicó a este hecho de armas alguna de sus poesías En 1886 empezaron a llegar emigrantes de la provincia de Samara para dedicarse a la explotación de los recursos naturales.
La ciudad nació de la fusión en 1963 de los asentamientos de tipo urbano de Kiziliurt, Bavtugai (Бавтугай) y Sulak (Сулак). Ese mismo año recibió el estatus de ciudad. Su nombre, en cumuco significa "campamento rojo" ("rojo" con significado ideológico).
Los asentamientos de tipo urbano de Novi Sulak (5.440 habitantes) y Bavtugai (5.234 habitantes) así como el pueblo de Stari Bavtugai (2.045 habitantes) están subordinados directamente a Kiziliurt, por lo que la población total de la ciudad, en 2009 era de 47.096 habitantes.

## Demografía
| 1959 | 1970   | 1979   | 1989   | 1996   | 2002   | 2008   | 2010   |
| ---- | ------ | ------ | ------ | ------ | ------ | ------ | ------ |
| 2200 | 13 100 | 21 700 | 33 682 | 42 800 | 30 264 | 34 032 | 34 657 |

### Composición étnica
- Ávaros 64,4 %
- Cumucos 17,9 %
- Lak 4,9 %
- Rusos 4,1 %
- Lezguinos 1,9 %
- Otros 4,9 %

## Economía y transporte
Las principales compañías de Kiziliurt son:
- OAO Dagfos (ОАО Дагфос) : ácido fosfórico.
- OAO Dagelektroavtomat (ОАО Дагэлектроавтомат) : equipos eléctricos de baja tensión.

La central hidroeléctrica de Chiriurtovskaya (Чирюртовская ГЭС) sobre el río Sulak y la fabricación de materiales de construcción completan el esquema de la economía local.
La ciudad está conectada con el ferrocarril del Cáucaso Norte, abierto en este segmento en 1894, entre Rostov del Don, Majachkalá y Bakú (kilómetro 2.228 desde Moscú). De aquí surge un ramal en dirección a Kizliar, de donde existe conexión con Astracán. El ramal Kiziliurt-Kizliar fue originado para evitar Chechenia durante la segunda guerra chechena en el año 2000. La carretera principal M29 Cáucaso Rostov-frontera azerbaiyana pasa por Kiziliurt.